# Rezolucja Rady Bezpieczeństwa ONZ nr 2548
Rezolucja Rady Bezpieczeństwa ONZ nr 2548 została przyjęta 30 października 2020 r.
Rada przedłużyła mandat Misji Narodów Zjednoczonych na rzecz Referendum w Saharze Zachodniej na kolejny rok, do dnia 31 października 2021 r.
Rezolucja przyjęta 13 głosami "za", przy wstrzymaniu się od głosu Rosji i RPA.